# Noriaki Asakura
Noriaki Asakura (født 11. maj 1973) er en tidligere japansk fodboldspiller.
Han har spillet for flere forskellige klubber i sin karriere, herunder Shimizu S-Pulse.